# تاجيتو

تاجيتو

التاجيتو (Taijitu 太极图) هو رمز شهير من الثقافة الصينية ولا سيما من الدين والفلسفة الكونفوشيوسية والطاوية. ويمثل مفهوم يين ويانغ , اتحاد مبدأين متعارضين. عبارة تاجيتو تشير إلى جميع الرسوم التي تمثل هذين المبدأين. أي النقطة التي يتم فيها اتحاد التنافر.